# San Polo (Brescia)
San Polo è stata una frazione e un quartiere di Brescia. Nel 2014 il suo territorio è stato suddiviso nei quartieri di San Polo Case, San Polo Cimabue, San Polo Parco e Sanpolino.

## Geografia fisica
San Polo occupava l'area della periferia sud-est di Brescia. Il nucleo originario, la frazione di San Polo detta San Polo Vecchio, è sorto lungo la strada mantovana, odierna ex strada statale Goitese. L'area di campagna a nord di questo nucleo e a sud della ferrovia Milano-Venezia fu edificata a partire dagli anni Settanta del Novecento e prese il nome di San Polo Nuovo.

## Origine del nome
Il toponimo deriva dalla contrazione di San Paolo a cui è dedicata la chiesa a servizio di San Polo Vecchio.

## Storia

### San Polo Vecchio

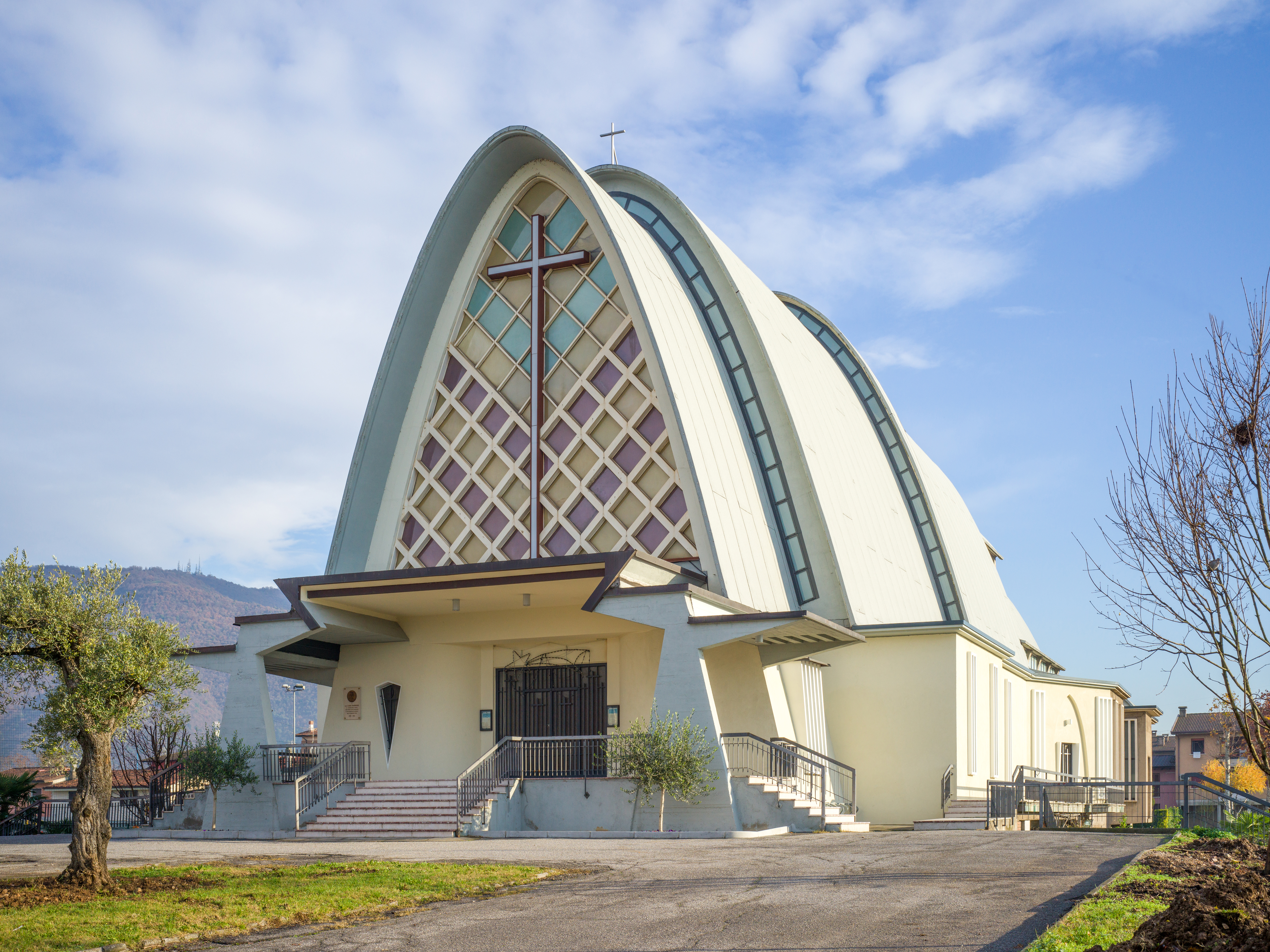
La chiesa della Conversione di San Paolo edificata nel 1960

L'area risulta già abitata nell'età del Bronzo, grazie al rinvenimento di alcune tracce di capanne nei pressi di via Modigliani.
La chiesa di San Paolo,  ha origine da un ospizio vescovile: l'Hospitale Sancti Pauli la cui prima testimonianza risale al 1071. Nel Quattrocento, l'ospizio terminò l'attività e la chiesa rimase a servizio della frazione fino al 1960, quando fu sostituita dall'attuale.
A partire dal Cinquecento, con il progressivo indebolimento del vicino monastero di Sant'Eufemia, attorno al nucleo della chiesa di San Paolo si svilupparono cascine a gestione privata che caratterizzarono il territorio fino alla seconda metà del Novecento: la Cadizzona, la Maggia, la Breda e la Bredina, la Nassa, la Rota e il Luogo alle Monache.
A partire dal 1797, sotto la Repubblica Bresciana prima e la Cisalpina in seguito, la località fu assegnata alle Chiusure di Porta Torrelunga, attuale Porta Venezia, e quindi al comune di Brescia.
Con la notifica del 12 febbraio 1816 del governo del Regno Lombardo-Veneto, San Polo, con i suoi 272 abitanti, fu assegnato al comune di Sant'Eufemia della Fonte. Grazie alla presenza della forza idraulica del Naviglio sorsero alcune fabbriche, come i cotonifici «Schianinni» e «Franzini & Bravi».
Nel 1928, Sant'Eufemia fu assorbita dal comune cittadino, quindi San Polo ne divenne frazione. Nel Novecento, furono costruite altre fabbriche: la «Lonati», l'«Alfa Acciai» e la «Baribbi», quest'ultima acquisita dalla Iveco.

### L'edificazione di San Polo Nuovo

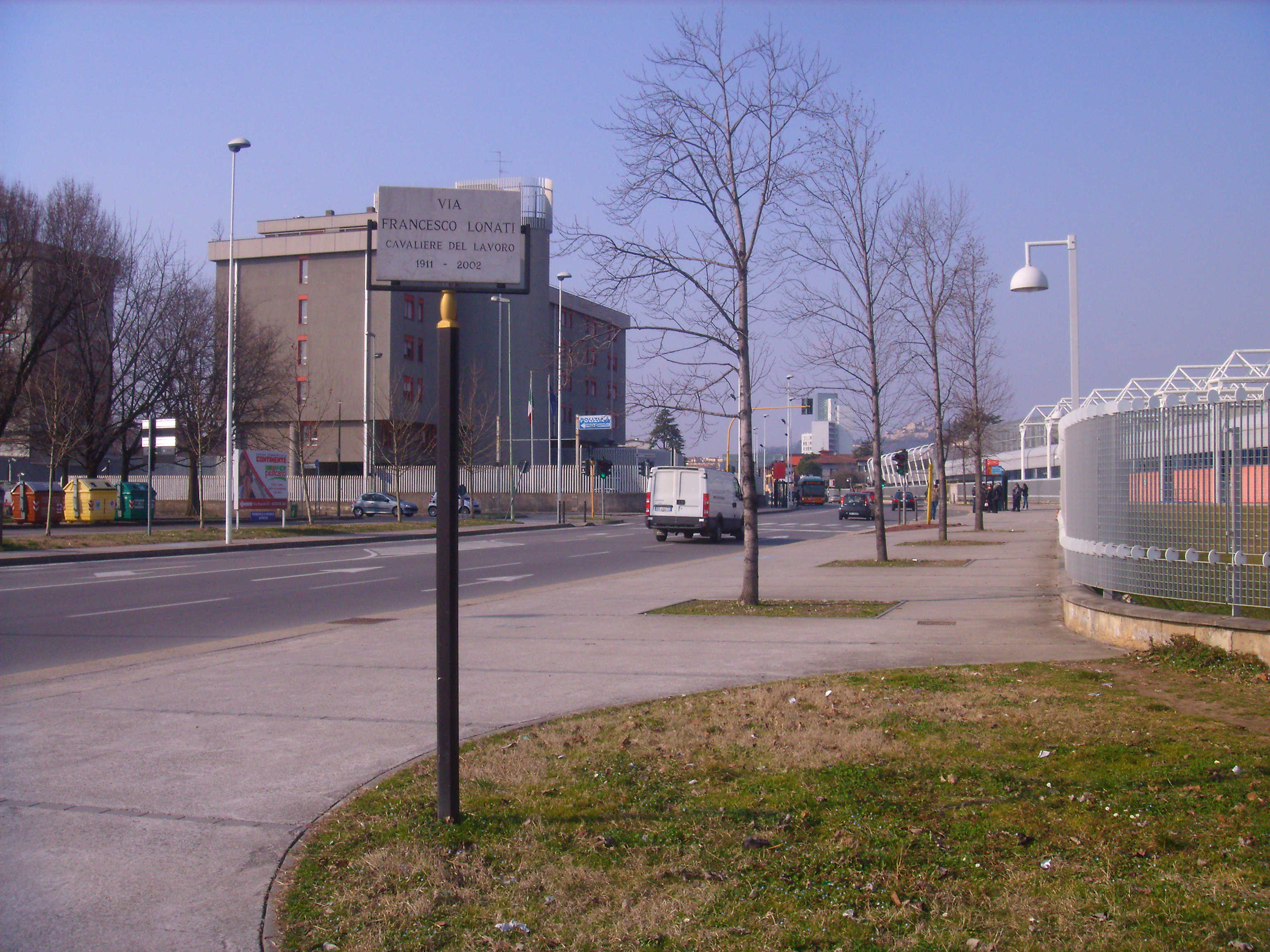
Incrocio fra via Lonati e via Mantova, sullo sfondo la nuova sede della Questura, aperta nel 1984

Con la seconda metà degli anni sessanta, San Polo fu interessato dalla costruzione di un villaggio "La Famiglia" voluto dalla cooperativa di Ottorino Marcolini.
Nel 1967 si costituì a San Polo il primo comitato di quartiere, forma primordiale di quello che nel decennio seguente sarebbe diventato il consiglio di quartiere. A causa della nascita di altri comitati, sorti spontaneamente in molti quartieri di Brescia carenti di servizi, la Giunta Boni decise di riconoscerli nell'estate del 1972 e di organizzarli fornendo loro una struttura ufficiale e coerente. Nella suddivisione territoriale, il quartiere di San Polo ottenne l'area agricola a sud della ferrovia oltre all'abitato originario: la popolazione complessiva in quel periodo fu di 4 567 residenti
Nello stesso 1972, l'architetto Leonardo Benevolo progettò la costruzione del quartiere che sarebbe stato in seguito identificato come San Polo Nuovo: esso comprese case a schiera e case a spina, parallele alla strada carrabile, da edificare in quella vasta area agricola a nord dell'abitato originario di San Polo e a sud della ferrovia. Il progetto ebbe il sostegno dell'assessore all'urbanistica Luigi Bazoli della giunta Trebeschi: nel febbraio 1977 ci fu l'approvazione della variante al piano regolatore, mentre i lavori iniziarono nel 1979 e il primo lotto si concluse nel 1984.
Nel frattempo, nel 1974, si tennero le prime elezioni del consiglio di quartiere. Tre anni dopo il quartiere fu assegnato alla Settima circoscrizione, assieme ai quartieri di Buffalora e Porta Cremona-Volta.
Negli anni Ottanta, sempre su progetto dell'architetto Benevolo, furono anche edificati cinque palazzi che, con la loro notevole altezza, dominano il resto del quartiere, caratterizzato da costruzioni di altezza più modesta. Dette anche "torri", i palazzi sono identificati con i nomi delle vie dove si trovano: Tiziano, Raffaello, Michelangelo, Tintoretto e Cimabue. Questi ultimi due palazzi sono i più orientali e distanti rispetto agli altri tre: fatta eccezione per il Tiziano (in edilizia privata), sono costruzioni dedicate all'edilizia popolare e a favore di famiglie meno abbienti.
Nel 1984 fu aperta la nuova sede della Questura, mentre nel 1998 fu aperto il nuovo ospedale della Poliambulanza.
Negli anni 2000 fu costruito la nuova zona residenziale di Sanpolino, mentre nel 2007, la Giunta Corsini procedette a una ridefinizione dei confini circoscrizionali: il quartiere fu assegnato alla circoscrizione est, comprendente anche i quartieri di Buffalora, Caionvico e Sant'Eufemia.

### La suddivisione in nuovi quartieri
Nel 2014 a seguito dell'abolizione delle circoscrizioni per i nuovi limiti imposti dalla legge 191/2009, la Giunta Del Bono decise di riattivare i consigli di quartiere. Contestualmente procedette a suddividere il quartiere di San Polo, che aveva più di 21 000 abitanti, in quattro più piccoli: San Polo Case, San Polo Cimabue, San Polo Parco e Sanpolino.

## Infrastrutture e trasporti
Tra il 1882 e il 1934, San Polo fu servita dalla tranvia a vapore Brescia-Mantova poi divenuta tranvia elettrica Brescia-Carpenedolo. La linea fu soppressa nell'agosto 1952. Nella seconda metà degli anni cinquanta fu dotata di un'autolinea dell'ASM Brescia.
Nel 2013 fu aperta la metropolitana con quattro stazioni nel territorio del quartiere: Poliambulanza, San Polo Parco, San Polo e Sanpolino.